# Ligia hachijoensis
Ligia hachijoensis är en kräftdjursart som beskrevs av Nunomura 1999. Ligia hachijoensis ingår i släktet Ligia och familjen gisselgråsuggor. Inga underarter finns listade i Catalogue of Life.